# Bílá Voda (vodní plocha)

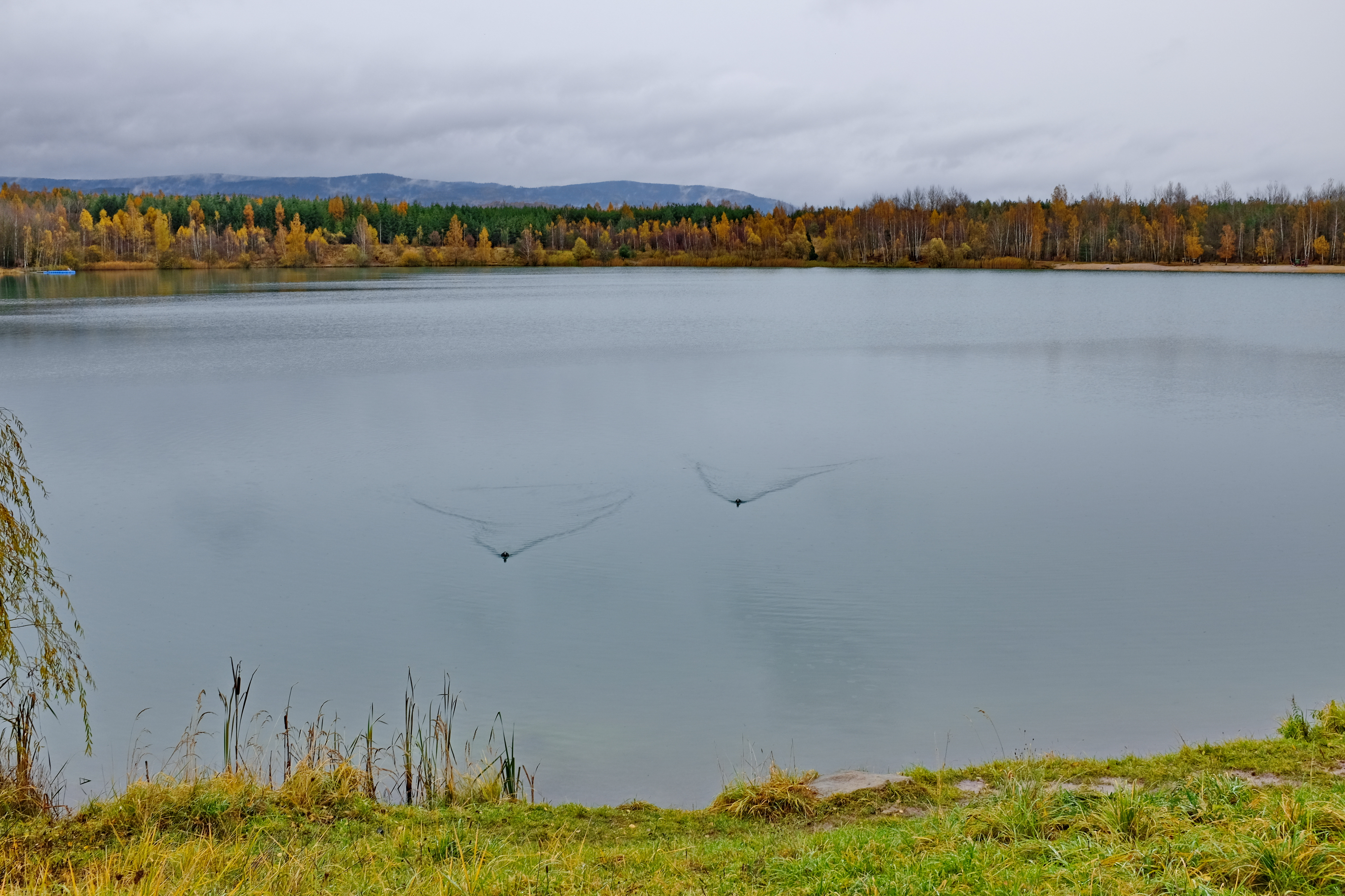
Přírodní koupaliště Bílá Voda v listopadu 2021

Bílá voda je uměle vytvořená rekreační vodní plocha. Nachází se severně od Chodova (okres Sokolov) vznikla na úpatí Smolnické výsypky, v místě bývalé obce Smolnice.

## Vznik a historie
Vodní plocha vznikla požadavkem města Chodov na společnost Sokolovská uhelná v rámci rekultivací území postižených těžbou hnědého uhlí. Záměrem bylo využít území jako koupaliště a rekreační zónu pro obyvatele města.
Název Bílá voda získala svůj název pravděpodobně podle odstínu vody. Voda v nádrži byla při vzniku zakalena do bíla, vlivem kaolinových zbytků v půdě, protože okolní zemina je i částečně ze skrývky z lomu Osmosa, kde těží kaolin božičanská plavírna.

## Občanská vybavenost
Kolem vodní plochy je zpevněná štěrková cesta, která je částečně součástí procházející cyklostezsky č.2012 Chodov - Nová Role přes Smolnickou výsypku. Na březích jsou lavičky k odpočinku a ve východní části je dětské hřiště. Podél cesty jsou nainstalované venkovní posilovací stroje. Voda je svou kvalitou vhodná ke koupání a na své si přijdou i rybáři. Východní břeh je upraven jako písčitá pláž s pozvolným vstupem do vody. V letním období je instalován na hladinu ponton pro skoky do hlubší vody, za hezkého počasí bývá pláž vybavena chemickým WC a stánkem s občerstvením.
Areál je volně přístupný, příjezd od města Chodova je po asfaltové komunikaci a parkoviště pro osobní vozy je hned pod valem hráze vodní plochy. Do budoucna je uvažováno o vyasfaltování okružní cesty, tak aby mohla býti používána i bruslaři.